# Abubakar Kamara
Abubakar Kamara (ur. 19 sierpnia 1970 we Freetown) – sierraleoński piłkarz występujący na pozycji obrońcy.

## Kariera klubowa
W swojej karierze Kamara występował między innymi w zespole East End Lions, z którym dwukrotnie zdobył mistrzostwo Sierra Leone (1994, 1997).

## Kariera reprezentacyjna
W 1994 roku Kamara został powołany do reprezentacji Sierra Leone na Puchar Narodów Afryki, zakończony przez Sierra Leone na fazie grupowej. Zagrał na nim w meczach z Wybrzeżem Kości Słoniowej (0:4) i Zambią (0:0).
W 1996 roku Kamara ponownie znalazł się w składzie na Puchar Narodów Afryki. Nie wystąpił jednak na nim w żadnym spotkaniu, a Sierra Leone ponownie odpadło z turnieju po fazie grupowej.